# Верхнее Ца-Ведено
Верхнее Ца-Ведено́ (чечен. Лаккха Цӏена-Ведана) — село в Веденском районе Чеченской Республики. Входит в состав Ца-Веденского сельского поселения.

## География
Село расположено на левом берегу реки Хулхулау, в 5 км к северо-западу от районного центра Ведено.
Ближайшие населённые пункты: на севере — село Ца-Ведено, на северо-западе — село Верхатой, на юге — село Эшилхатой, на юго-западе — село Элистанжи, на юго-востоке — сёла Октябрьское и Эрсеной, на востоке — село Агишбатой.

## Население
| 2002 | 2010 |
| ---- | ---- |
| 0    | ↗556 |

## Образование
- Верхнее Ца-Веденская муниципальная средняя общеобразовательная школа № 2[5].